# Ferdinand Eduard Polzeniusz
Ferdinand Eduard Polzeniusz (geboren 1862; gestorben 1918), auch bekannt als Polzenius, war ein österreich-ungarischer Chemiker. Er war Inhaber mehrerer Patente im Bereich der Stickstoffchemie, darunter der optimierten Fertigung von Calciumcyanamid (Kalkstickstoff) aus Calciumcarbid, die nach ihm als Polzenius(z)-Prozess bzw. nach der Weiterentwicklung durch Constantin Krauß in Knapsack als Polzenius(z)-Krauss-Prozess bezeichnet wird.

## Herstellung von Stickstoffkalk
Polzeniusz entwickelte 1905 ein Verfahren, mit dem es möglich wurde, Kalkstickstoff bzw. Calciumcyanamid (CaCN2) bei Temperaturen von etwa 700–800 °C statt der bis dahin üblichen 1.100 °C herzustellen, indem er dem Calciumcarbid Calciumchlorid als Katalysator beimischte. Dieser in Abgrenzung zum nach dem Verfahren von Adolph Frank und Nikodem Caro produzierten Kalkstickstoff als Stickstoffkalk bezeichnete Stoff wurde von der Gesellschaft für Stickstoffdünger in Westeregeln und später durch die Deutsche Karbid Aktiengesellschaft in Knapsack hergestellt.
Bei dem Prozess wird von Sauerstoff befreite trockene Luft (Stickstoff) bei einer Temperatur von ca. 700 °C über pulverisiertes Calciumcarbid geleitet, dem bis zu 10 % Calciumchlorid hinzugesetzt ist. Das Gemisch von Calciumcarbid und Calciumchlorid geht durch Aufnahme des Stickstoffes in eine zusammengesinterte Masse über, die nach dem Erkalten erstarrt und feingemahlen als Düngemittel verwendet wird.